# Mega Man 3 (jeu vidéo, 1990)
Pour les articles homonymes, voir Mega Man 3.
Mega Man 3  ou Mega Man III (Rockman 3: Dr. Wily no Saigo!? (ロックマン3 Dr.ワイリーの最期!?) au Japon), est un jeu d'action-plates-formes développé et édité par Capcom sur console NES en 1990, puis porté sur borne d'arcade (PlayChoice-10), PlayStation, Console virtuelle (Wii, Wii U, Nintendo 3DS), PlayStation Network (PlayStation 3, PlayStation Portable), et téléphone mobile (J2ME, Android, iOS). C'est le troisième jeu de la série principale de Mega Man,,,,,.

## Trame
Le professeur Light a fait la paix avec le Dr Wily. Ensemble, ils entament la création d'un robot pacifiste, Gamma. C'est alors que huit robots font leur apparition et s'emparent des cristaux d'énergie nécessaires à la conception de Gamma. Mega Man est appelé à la rescousse et, aidé de son robot-chien Rush, part aussitôt récupérer les précieux cristaux.
En cours de route, il se voit confronté à plusieurs reprises à un mystérieux robot du nom de Break Man. Ce dernier se révèle être nul autre que son frère disparu, Proto Man.

## Système de jeu

### Généralités
Mega Man 3 respecte en tous points les fondations posées par ses deux prédécesseurs. Le joueur est libre de choisir le niveau par lequel commencer. Comme à l'accoutumée, Mega Man ne possède au départ que son canon de base, simple à utiliser mais peu puissant. En battant un boss, il obtient son arme et peut s'en servir pour en vaincre un autre. Une fois les huit Robot Masters vaincus, le joueur doit revisiter certains niveaux pour y vaincre huit nouveaux robots émulant les pouvoirs de ceux de Mega Man 2.
Après un dernier combat contre Break Man, la forteresse du Dr Wily est désormais accessible. À l'instar de celle des jeux précédents, elle est composée de plusieurs niveaux parsemés de pièges et est défendue par de nombreux boss (dont Yellow Devil).

### Nouveautés
Le principal apport de Mega Man 3 est l'apparition de la glissade, mouvement qui permet à Mega Man de se faufiler dans les passages étroits et d'esquiver rapidement les attaques ennemies. Mega Man se voit également équiper de Rush, son chien-robot, qui remplace en réalité les options de Mega Man 2.
Rush possède trois aptitudes. Le Rush Coil est une fonction de ressort disponible dès le départ, qui sert à atteindre des endroits trop hauts pour Mega Man. Le Rush Marine est obtenu en battant Shadow Man. Rush se transforme alors en sous-marin et permet à Mega Man de se déplacer plus facilement sous l'eau. Cette option relève plus du gadget étant donné qu'il y a très peu de phases aquatiques dans Mega Man 3. Le  Rush Jet est obtenu en battant Needle Man (ou avec le Rush Marine et la combinaison d'une touche, ou il est finalement disponible dans le niveau de Hard Man même sans avoir combattu auparavant Needle Man).

## Rééditions
- Arcade (PlayChoice-10) : 1991
- PlayStation : 1999, Rockman Complete Works: Rockman 3
- Wii, Wii U, Nintendo 3DS (Console virtuelle) : émulation de la version NES
- PlayStation 3 et PlayStation Portable (PlayStation Network) : 2010, émulation de la version PlayStation
- Téléphone mobile (J2ME, Android, iOS)

Compilations
- Mega Drive : 1994, Mega Man: The Wily Wars / Rockman: Mega World
- PlayStation 2, GameCube, Xbox : Mega Man: Anniversary Collection

## Accueil
| Mega Man 3      |      |       |
| Média           | Nat. | Notes |
| Dragon Magazine | US   | 3/5   |